# 卢克焕
卢克焕（1945年4月—），男，壮族，广西南宁人，中华人民共和国政治人物，广西大学教授。主要從事家蓄繁殖的教学与研究。第八届全国政协委员。

## 生平
1981年從广西农学院家畜繁殖专业取得硕士学位。后赴爱尔兰学习，获博士学位。